# クラウディウ・パムフィレ
クラウディウ・パムフィレ（Claudiu Pamfile 、1997年1月14日 - ）は、ルーマニア・テクチ出身のプロサッカー選手。SSUポリテフニカ・ティミショアラ所属。ポジションは、ディフェンダー。

## タイトル
ヘルマンシュタット
- クパ・ロムニエイ: 準優勝 2017-18